# Ingersheim (Alto Reno)
Ingersheim é uma comuna francesa na região administrativa de Grande Leste, no departamento Alto Reno.